# NGC 7543
NGC 7543 is een spiraalvormig sterrenstelsel in het sterrenbeeld Pegasus. Het hemelobject werd op 19 september 1878 ontdekt door de Franse astronoom Édouard Jean-Marie Stephan.

## 61 Pegasi
Het stelsel NGC 7543 bevindt zich, vanaf de aarde gezien, een kwart graad ten westnoordwesten van de ster 61 Pegasi. Amateurastronomen kunnen 61 Pegasi aanwenden als gidsster om het stelsel NGC 7543 op te sporen.

## Synoniemen
- UGC 12450
- MCG 5-54-52
- ZWG 496.65
- NPM1G +28.0480
- IRAS 23121+2803
- PGC 70785